# Finlandia ai Giochi della XV Olimpiade
La Finlandia ha partecipato ai Giochi della XV Olimpiade, svoltisi ad Helsinki, dal 19 luglio al 3 agosto 1952,  
con una delegazione di 258 atleti, di cui 30 donne, impegnati in 18 discipline,
aggiudicandosi 6 medaglie d'oro, 3 medaglie d'argento e 13 medaglie di bronzo.

## Medagliere

### Per discipline
| Sport              | Oro | Argento | Bronzo | Totale |
| ------------------ | --- | ------- | ------ | ------ |
| Canoa/kayak        | 4   | 1       | 1      | 6      |
| Lotta greco-romana | 1   | 1       | 2      | 4      |
| Pugilato           | 1   | 0       | 4      | 5      |
| Tiro               | 0   | 1       | 1      | 2      |
| Atletica leggera   | 0   | 0       | 1      | 1      |
| Canottaggio        | 0   | 0       | 1      | 1      |
| Ginnastica         | 0   | 0       | 1      | 1      |
| Pentathlon moderno | 0   | 0       | 1      | 1      |
| Vela               | 0   | 0       | 1      | 1      |
| Totale             | 6   | 3       | 13     | 22     |

### Medaglie
| Medaglia | Atleta | Sport              | Evento                          |
| -------- | --- | ------------------ | ------------------------------- |
| Oro      | Kurt Wires Yrjö Hietanen                                                                                                   | Canoa/kayak        | K2 1000 metri maschile          |
| Oro      | Thorvald Strömberg | Canoa/kayak        | K1 10000 metri maschile         |
| Oro      | Kurt Wires Yrjö Hietanen                                                                                                   | Canoa/kayak        | K2 10000 metri maschile         |
| Oro      | Sylvi Saimo | Canoa/kayak        | K1 500 metri femminile          |
| Oro      | Kelpo Gröndahl | Lotta greco-romana | Pesi medio-massimi              |
| Oro      | Pentti Hämäläinen | Pugilato           | Pesi gallo                      |
| Argento  | Thorvald Strömberg | Canoa/kayak        | K1 1000 metri maschile          |
| Argento  | Kalervo Rauhala | Lotta greco-romana | Pesi medi                       |
| Argento  | Vilho Ylönen | Tiro               | Carabina 50 metri tre posizioni |
| Bronzo   | Toivo Hyytiäinen | Atletica leggera   | Lancio del giavellotto maschile |
| Bronzo   | Olavi Ojanperä | Canoa/kayak        | C1 1000 metri maschile          |
| Bronzo   | Veikko Lommi Kauko Wahlsten Oiva Lommi Lauri Nevalainen                                                                    | Canottaggio        | Quattro senza maschile          |
| Bronzo   | Onni Lappalainen Berndt Lindfors Paavo Aaltonen Kaino Lempinen Heikki Savolainen Kalevi Laitinen Kalevi Viskari Olavi Rove | Ginnastica         | Concorso a squadre maschile     |
| Bronzo   | Leo Honkala | Lotta greco-romana | Pesi mosca                      |
| Bronzo   | Tauno Kovanen | Lotta greco-romana | Pesi massimi                    |
| Bronzo   | Olavi Mannonen Lauri Vilkko Olavi Rokka                                                                                    | Pentathlon moderno | Gara a squadre                  |
| Bronzo   | Erkki Pakkanen | Pugilato           | Pesi leggeri                    |
| Bronzo   | Erkki Aarno Mallenius | Pugilato           | Pesi superleggeri               |
| Bronzo   | Harry Siljander | Pugilato           | Pesi mediomassimi               |
| Bronzo   | Ilkka Koski | Pugilato           | Pesi massimi                    |
| Bronzo   | Tauno Mäki | Tiro               | Bersaglio mobile                |
| Bronzo   | Adolf Konto Ernst Westerlund Paul Sjöberg Ragnar Jansson Rolf Turkka                                                       | Vela               | 6 metri                         |

## Risultati

### Calcio
| Atleta | Classifica |                      |
| --- | --- | -------------------- |
| V · D · M Nazionale olimpica finlandese · Calcio ai Giochi Olimpici Estivi 1952 1 Rintanen · 2 Martin · 3 Myntti · 4 Asikainen · 5 Valkama · 6 Beijar · 7 Vaihela · 8 Rytkönen · 9 Rikberg · 10 Lehtovirta · 11 Stolpe · 12 Laaksonen · 13 Lindman · 14 Lilja · 15 Pylkkönen · 16 Parkkinen · 17 Pelkonen · 18 Pettersson · 19 Forss · CT : Lehtonen | 9° |                      |
| Nazionale olimpica finlandese · Calcio ai Giochi Olimpici Estivi 1952 | |                      |
| 1 Rintanen · 2 Martin · 3 Myntti · 4 Asikainen · 5 Valkama · 6 Beijar · 7 Vaihela · 8 Rytkönen · 9 Rikberg · 10 Lehtovirta · 11 Stolpe · 12 Laaksonen · 13 Lindman · 14 Lilja · 15 Pylkkönen · 16 Parkkinen · 17 Pelkonen · 18 Pettersson · 19 Forss · CT: Lehtonen                                                                                  | 1 Rintanen · 2 Martin · 3 Myntti · 4 Asikainen · 5 Valkama · 6 Beijar · 7 Vaihela · 8 Rytkönen · 9 Rikberg · 10 Lehtovirta · 11 Stolpe · 12 Laaksonen · 13 Lindman · 14 Lilja · 15 Pylkkönen · 16 Parkkinen · 17 Pelkonen · 18 Pettersson · 19 Forss · CT: Lehtonen | Finlandia (bandiera) |

### Pallacanestro
| Atleta | Classifica |
| --- | ---------- |
| V · D · M Nazionale finlandese - Pallacanestro ai Giochi della XV Olimpiade 3 Kyöstilä · 4 Nuutinen · 5 Lindholm · 6 Suviranta · 7 Heinänen · 8 Laaksonen · 9 Virtanen · 10 Karhunen · 11 Salonen · 12 Sylander · 13 Mutru · 14 Ristola · 15 Pöyhönen · 16 Lahtinen · All. Matti Simola | 15°        |
| Nazionale finlandese - Pallacanestro ai Giochi della XV Olimpiade |            |
| 3 Kyöstilä · 4 Nuutinen · 5 Lindholm · 6 Suviranta · 7 Heinänen · 8 Laaksonen · 9 Virtanen · 10 Karhunen · 11 Salonen · 12 Sylander · 13 Mutru · 14 Ristola · 15 Pöyhönen · 16 Lahtinen · All. Matti Simola                                                                             |            |